# Samtgemeinde Amelinghausen
Amelinghausen er en Samtgemeinde ("fælleskommune" eller amt) i den sydvestlige del af Landkreis Lüneburg i den tyske delstat Niedersachsen.
Administrationen ligger i byen Amelinghausen, og ud over den, ligger der yderligere 20 landsbyer i Samtgemeinden, der blev oprettet 1. marts 1974. Den ligger omkring 70 moh. i naturparken Lüneburger Heide.
Samtgemeinde Amelinghausen består af følgende kommuner:
- Amelinghausen
- Betzendorf
- Oldendorf (Luhe)
- Rehlingen
- Soderstorf

## Søer og vandløb
Lopausee er en kunstig opstemmet sø ligger i østenden af Amelinghausen på den øvre del af floden Lopau. Den er på omkring 12 ha og er en populær lokalitet på Lüneburger Heide. Søen har en god vandkvalitet, og bruges både til rekreation, badning og lystfiskeri